# Supercopa de la CAF
La Supercopa de la CAF es una competición africana de fútbol que consta de un partido entre el campeón de la Liga de Campeones de la CAF y el de la Copa Confederación de la CAF. Comenzó a disputarse en 1992 y originalmente era disputada por los campeones de la Copa Africana de Clubes Campeones (Liga de Campeones a partir de 1997) y la Recopa Africana. En 2004, el formato fue modificado. El equipo que más campeonatos ha ganado es el Al-Ahly egipcio con ocho títulos en su palmarés.
El partido se suele disputar en febrero o marzo de cada año en el estadio del club campeón de la Liga de Campeones de la CAF.

## Campeones
En esta lista se muestra un resumen de todas las finales del evento, junto con sus respectivos campeones.
| Temporada | Campeón            | Resultado    | Subcampeón           | Sede final                                |
| --------- | ------------------ | ------------ | -------------------- | ----------------------------------------- |
| 1993      | Africa Sports      | 2–2 (5-3 p.) | Wydad Casablanca     | Estadio Houphouët-Boigny, Abiyán          |
| 1994      | Zamalek            | 1–0          | Al-Ahly              | Estadio Soccer City, Johannesburgo        |
| 1995      | Espérance de Tunis | 3–0          | Motema Pembe         | Estadio de Alejandría, Alejandría         |
| 1996      | Orlando Pirates    | 1–0          | JS Kabylie           | Estadio Soccer City, Johannesburgo        |
| 1997      | Zamalek            | 0–0 (4-2 p.) | Al-Mokawloon Al-Arab | Estadio Internacional, El Cairo           |
| 1998      | Étoile du Sahel    | 2–2 (4-2 p.) | Raja Casablanca      | Estadio Mohammed V, Casablanca            |
| 1999      | ASEC Mimosas       | 3–1          | Espérance de Tunis   | Estadio Houphouët-Boigny, Abiyán          |
| 2000      | Raja Casablanca    | 2–0          | Africa Sports        | Estadio Mohammed V, Casablanca            |
| 2001      | Hearts of Oak      | 2–0          | Zamalek              | Estadio Baba Yara, Kumasi                 |
| 2002      | Al-Ahly            | 4–1          | Kaizer Chiefs        | Estadio Internacional, El Cairo           |
| 2003      | Zamalek            | 3–1          | Wydad Casablanca     | Estadio Internacional, El Cairo           |
| 2004      | Enyimba            | 1–0          | Étoile du Sahel      | Estadio Internacional Enyimba, Enyimba    |
| 2005      | Enyimba            | 2–0          | Hearts of Oak        | Estadio Internacional Enyimba, Enyimba    |
| 2006      | Al-Ahly            | 0–0 (4-2 p.) | FAR Rabat            | Estadio Internacional, El Cairo           |
| 2007      | Al-Ahly            | 0–0 (5-4 p.) | Étoile du Sahel      | Estadio de Adís Abeba, Adís Abeba         |
| 2008      | Étoile du Sahel    | 2–1          | CS Sfaxien           | Estadio Olímpico de Radès, Radès          |
| 2009      | Al-Ahly            | 2–1          | CS Sfaxien           | Estadio Internacional, El Cairo           |
| 2010      | TP Mazembe         | 2–0          | Stade Malien         | Stade Frederic Kibassa Maliba, Lubumbashi |
| 2011      | TP Mazembe         | 0–0 (9-8 p.) | FUS de Rabat         | Stade Frederic Kibassa Maliba, Lubumbashi |
| 2012      | MAS Fez            | 1–1 (4-3 p.) | Espérance de Tunis   | Estadio Olímpico de Radès, Radès          |
| 2013      | Al-Ahly            | 2–1          | Léopards de Dolisie  | Estadio Borg El Arab, Alejandría          |
| 2014      | Al-Ahly            | 3–2          | CS Sfaxien           | Estadio Internacional, El Cairo           |
| 2015      | ES Sétif           | 1–1 (6-5 p.) | Al-Ahly              | Estadio Mustapha Tchaker, Blida           |
| 2016      | TP Mazembe         | 2–1          | Étoile du Sahel      | Stade TP Mazembe, Lubumbashi              |
| 2017      | Mamelodi Sundowns  | 1–0          | TP Mazembe           | Estadio Loftus Versfeld, Pretoria         |
| 2018      | Wydad Casablanca   | 1–0          | TP Mazembe           | Estadio Mohammed V, Casablanca            |
| 2019      | Raja Casablanca    | 2–1          | Espérance de Tunis   | Estadio Thani bin Jassim, Doha, Catar     |
| 2020      | Zamalek            | 3–1          | Espérance de Tunis   | Estadio Thani bin Jassim, Doha, Catar     |
| 2021-I    | Al-Ahly            | 2–0          | RS Berkane           | Estadio Jassim bin Hamad, Doha, Catar     |
| 2021-II   | Al-Ahly            | 1–1 (6-5 p.) | Raja Casablanca      | Estadio Ahmed bin Ali, Rayán, Catar       |
| 2022      | RS Berkane         | 2–0          | Wydad Casablanca     | Estadio Moulay Abdellah, Rabat            |
| 2023      | USM Alger          | 1–0          | Al-Ahly              | Estadio Rey Fahd, Riad, Arabia Saudita    |
| 2024      | Zamalek            | 1–1 (4-3 p.) | Al-Ahly              | Kingdom Arena, Riad, Arabia Saudita       |
| 2025      |                    |              |                      |                                           |

## Títulos

### Títulos por equipo
| Equipo              | Títulos | Subtítulos | Años campeón                                        | Años subcampeón        |
| ------------------- | ------- | ---------- | --------------------------------------------------- | ---------------------- |
| Al-Ahly             | 8       | 4          | 2002, 2006, 2007, 2009, 2013, 2014, 2021-I, 2021-II | 1994, 2015, 2023, 2024 |
| Zamalek             | 5       | 1          | 1994, 1997, 2003, 2020, 2024                        | 2001                   |
| TP Mazembe          | 3       | 2          | 2010, 2011, 2016                                    | 2017, 2018             |
| Étoile du Sahel     | 2       | 3          | 1998, 2008                                          | 2004, 2007, 2016       |
| Raja Casablanca     | 2       | 2          | 2000, 2019                                          | 1998, 2021-II          |
| Enyimba             | 2       | -          | 2004, 2005                                          |                        |
| Espérance de Tunis  | 1       | 4          | 1995                                                | 1999, 2012, 2019, 2020 |
| Wydad Casablanca    | 1       | 3          | 2018                                                | 1993, 2003, 2022       |
| Africa Sports       | 1       | 1          | 1993                                                | 2000                   |
| Hearts of Oak       | 1       | 1          | 2001                                                | 2005                   |
| RS Berkane          | 1       | 1          | 2022                                                | 2021-I                 |
| Orlando Pirates     | 1       | -          | 1996                                                |                        |
| ASEC Mimosas        | 1       | -          | 1999                                                |                        |
| MAS Fez             | 1       | -          | 2012                                                |                        |
| ES Sétif            | 1       | -          | 2015                                                |                        |
| Mamelodi Sundowns   | 1       | -          | 2017                                                |                        |
| USM Alger           | 1       | -          | 2023                                                |                        |
| CS Sfaxien          | -       | 3          |                                                     | 2008, 2009, 2014       |
| DC Motema Pembe     | -       | 1          |                                                     | 1995                   |
| JS Kabylie          | -       | 1          |                                                     | 1996                   |
| Arab Contractors    | -       | 1          |                                                     | 1997                   |
| Kaizer Chiefs       | -       | 1          |                                                     | 2002                   |
| FAR Rabat           | -       | 1          |                                                     | 2006                   |
| Stade Malien        | -       | 1          |                                                     | 2010                   |
| FUS Rabat           | -       | 1          |                                                     | 2011                   |
| Léopards de Dolisie | -       | 1          |                                                     | 2013                   |

### Títulos por país
| País                | Títulos | Subtítulos |
| ------------------- | ------- | ---------- |
| Egipto              | 13      | 6          |
| Marruecos           | 5       | 8          |
| Túnez               | 3       | 10         |
| R. D. Congo         | 3       | 3          |
| Costa de Marfil     | 2       | 1          |
| Sudáfrica           | 2       | 1          |
| Argelia             | 2       | 1          |
| Nigeria             | 2       | -          |
| Ghana               | 1       | 1          |
| Mali                | -       | 1          |
| República del Congo | -       | 1          |

## Clasificación histórica
Actualizado a la edición 2024.
| Pos. | Club                   | Temp. | PJ | PG | PE | PP | GF | GC | Dif. | Puntos | Títulos |
| ---- | ---------------------- | ----- | -- | -- | -- | -- | -- | -- | ---- | ------ | ------- |
| 1°   | Al-Ahly                | 12    | 12 | 5  | 5  | 2  | 16 | 10 | +6   | 20     | 8       |
| 2°   | Zamalek                | 6     | 6  | 3  | 2  | 1  | 7  | 4  | +3   | 11     | 5       |
| 3°   | TP Mazembe             | 5     | 5  | 2  | 1  | 2  | 4  | 3  | +1   | 7      | 3       |
| 4°   | Raja Casablanca        | 4     | 4  | 2  | 2  | 0  | 8  | 5  | +3   | 8      | 2       |
| 5°   | Enyimba                | 2     | 2  | 2  | 0  | 0  | 3  | 0  | +3   | 6      | 2       |
| 6°   | Étoile du Sahel        | 5     | 5  | 1  | 2  | 2  | 5  | 6  | -1   | 5      | 2       |
| 7°   | Wydad Casablanca       | 4     | 4  | 1  | 1  | 2  | 4  | 7  | -3   | 4      | 1       |
| 8°   | Espérance de Tunis     | 5     | 5  | 1  | 1  | 3  | 7  | 9  | -2   | 4      | 1       |
| 9°   | ASEC Mimosas           | 1     | 1  | 1  | 0  | 0  | 3  | 1  | +2   | 3      | 1       |
| 10°  | Orlando Pirates        | 1     | 1  | 1  | 0  | 0  | 1  | 0  | +1   | 3      | 1       |
| 11°  | Mamelodi Sundowns      | 1     | 1  | 1  | 0  | 0  | 1  | 0  | +1   | 3      | 1       |
| 12°  | USM Alger              | 1     | 1  | 1  | 0  | 0  | 1  | 0  | +1   | 3      | 1       |
| 13°  | Hearts of Oak          | 2     | 2  | 1  | 0  | 1  | 2  | 2  | 0    | 3      | 1       |
| 14°  | RS Berkane             | 2     | 2  | 1  | 0  | 1  | 2  | 2  | 0    | 3      | 1       |
| 15°  | MAS Fez                | 1     | 1  | 0  | 1  | 0  | 1  | 1  | 0    | 1      | 1       |
| 16°  | ES Sétif               | 1     | 1  | 0  | 1  | 0  | 1  | 1  | 0    | 1      | 1       |
| 17°  | Africa Sports National | 2     | 2  | 0  | 1  | 1  | 2  | 4  | -2   | 1      | 1       |
| 18°  | FAR Rabat              | 1     | 1  | 0  | 1  | 0  | 0  | 0  | 0    | 1      | –       |
| 19°  | Al-Mokawloon Al-Arab   | 1     | 1  | 0  | 1  | 0  | 0  | 0  | 0    | 1      | –       |
| 20°  | FUS Rabat              | 1     | 1  | 0  | 1  | 0  | 0  | 0  | 0    | 1      | –       |
| 21°  | Léopards de Dolisie    | 1     | 1  | 0  | 0  | 1  | 1  | 2  | -1   | 0      | –       |
| 22°  | JS Kabylie             | 1     | 1  | 0  | 0  | 1  | 0  | 1  | -1   | 0      | –       |
| 23°  | Stade Malien           | 1     | 1  | 0  | 0  | 1  | 0  | 2  | -2   | 0      | –       |
| 24°  | CS Sfaxien             | 3     | 3  | 0  | 0  | 3  | 4  | 7  | -3   | 0      | –       |
| 25°  | Kaizer Chiefs          | 1     | 1  | 0  | 0  | 1  | 1  | 4  | -3   | 0      | –       |
| 26°  | Motema Pembe           | 1     | 1  | 0  | 0  | 1  | 0  | 3  | -3   | 0      | –       |

## Estadísticas

### Equipos
- Mayor cantidad de títulos obtenidos:  Al-Ahly con 8.

- Mayor cantidad de subcampeonatos obtenidos: 
  Espérance de Tunis con 4. 
  Al-Ahly con 4.

- Mayor cantidad de apariciones en el torneo:  Al-Ahly con 12.

### Jugador
- Mayor cantidad de títulos obtenidos para un jugador.

 Wael Gomaa ganador del torneo 6 veces todos logrados con Al-Ahly. logrados en los años 2002, 2006, 2007, 2009, 2013, 2014

### Entrenador
- Mayor cantidad de títulos obtenidos para un entrenador.

 Manuel José ganador del torneo 4 veces dirigiendo al Al-Ahly. Ganando en los años 2002, 2006, 2007 y 2009